# MAGIC OF LOVE
「MAGIC OF LOVE」（マジック オブ ラブ）は、TOo'Sのシングル。作詞・Miss.Tee＋Nohzy、作曲・保泉ヒロ。1994年11月21日にダブル・オーレコードから発売された。

## 概要
朝日放送（ABCテレビ）製作のテレビアニメ『魔法陣グルグル』（1994年版）の前期（第1〜31話）オープニングテーマ。曲のコンセプトは「マンガと日常の接点」で、テーマは「迷っても悩んでも、必ず未来はある」とされる。
後述のように1990年代のテレビアニメを代表する主題歌として、後期（第32〜45話）オープニングの奥井亜紀『晴れてハレルヤ』と合わせて各種のコンピレーション・アルバムに収録されている。

### TOo'S
歌唱ユニットのTOo'S（トゥーズ）はこの楽曲のためだけに臨時で編成されたグループで、ボーカルは鈴木蘭々が務めている。

## 収録曲
1. MAGIC OF LOVE
  - 作詞: Miss.Tee+Nohzy　作曲・編曲: 保泉ヒロ
2. Realize
  - 作詞: 夏野芹子　作曲: 谷本新　編曲: 保泉ヒロ

## 収録アルバム
- 魔法陣グルグル 〜ジミナ村の祭典〜（ソニーレコード、SRCL-3132）

トラック5に収録。
- 魔法陣グルグル オリジナル・ドラマ 水晶玉を取り戻せ！ 暗闇の中は大コンランですゾ!!（ソニーレコード、SRCL-3489）

ドラマCD。オープニング曲としてトラック1に収録。
- 日本アニメーションの世界 主題歌・挿入歌大全集 第3集 SF・ファンタジー編（コロムビアミュージックエンタテインメント、COCX-32851〜32853）

ディスク2のトラック16に収録。
- J-アニソン神曲祭り -レジェンド-［DJ和 in No.1不滅MIX］（ソニー・ミュージックアソシエイテッドレコーズ、AICL-2473）

ディスク1のトラック24に収録。